# حرمیلیه
حرمیلیه (به عربی: الحرمیلیة) یک شهرداری در الجزایر است که در استان ام‌البواقی واقع شده‌است. حرمیلیه ۷٬۱۲۲ نفر جمعیت دارد.